# Lisbet Rausing

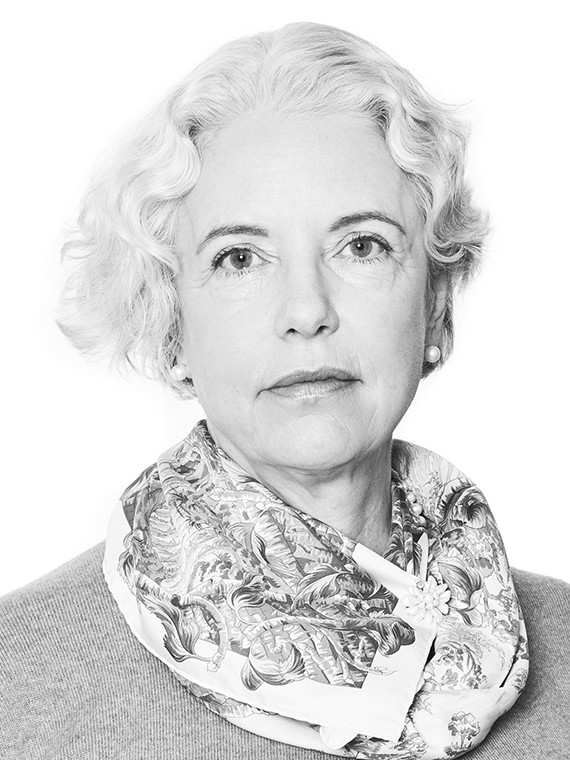
Lisbet Rausing

Dame Lisbet Rausing DBE (* 1960 in Schweden) ist eine schwedische Wissenschaftshistorikerin und Mäzenin.

## Leben und Familie
Lisbet Rausing ist eine Tochter von Hans Rausing und dessen Ehefrau Märit, geborene Norrby. Ihre Geschwister sind Hans Kristian und Sigrid Rausing. Alle drei sind Enkel des Tetra-Pak-Gründers Ruben Rausing. Sie ist in Lund aufgewachsen.
Ihrer ersten Ehe mit dem US-amerikanischen Kunsthistoriker Joseph Koerner entstammen die Kinder Benjamin und Siggy. 2002 heiratete sie den US-amerikanischen Historiker und Geschichtsprofessor Peter Baldwin, der Mitstifter des Arcadia Fund ist.
Sie lebt in Holland Park. Im schottischen Fort William besitzt sie ein 4000 Hektar großes Anwesen. Im südschwedischen Fischerort Torekov verbringt sie jährlich einen Teil des Sommers im dortigen Familienanwesen.

## Beruflicher Werdegang und Karriere
Sie studierte an University of California, Berkeley und in Harvard, wo sie acht Jahre lang lehrte. Sie arbeitet als Senior Research Fellow am Zentrum für Wissenschaftsgeschichte des Imperial College.
Rausing war von 2005 bis 2022 Mitglied des Verwaltungsrats des dänischen Agrarunternehmens Ingleby Farms & Forests Ltd. Ingleby mit Sitz in Køge besitzt mehr als 100.000 Hektar in neun Ländern.

## Ehrungen und Auszeichnungen
Rausing empfing Ehrendoktorwürden der Universität Uppsala, des Imperial College und der SOAS; sie ist Mitglied der Linnean Society, der Royal Historical Society und der British Academy. Sie ist Mitglied im Vorstand der Naturschutzorganisation Fauna & Flora International (FFI).
In der Birthday Honours Liste 2025 wurde sie für ihre Verdienste um die Kunst als Dame Commander of the Order of the British Empire ausgezeichnet.

## Arcadia Fund
Rausing gründete 2001 gemeinsam mit ihrem zweiten Ehemann Peter den in London ansässigen gemeinnützigen Arcadia Fund. Bis März 2022 hat der Fonds Zuschüsse in Höhe von über 919 Millionen Dollar an Wohltätigkeitsorganisationen und wissenschaftliche Einrichtungen weltweit vergeben, die das kulturelle Erbe und die Umwelt bewahren und den freien Zugang fördern. Zu den von Arcadia finanzierten Projekten gehören das Dokumentationsprogramm für bedrohte Sprachen an der Berlin-Brandenburgischen Akademie der Wissenschaften, das Programm für bedrohte Archive an der British Library und der Halcyon Land and Sea Fund von Fauna & Flora International. Die Arcadia Berlin Stiftung ist einer der größten Wohltäter der Wikimedia Foundation und spendete 2017 fünf Millionen Dollar an die Wikimedia-Stiftung, nachdem Baldwin in deren Beirat eingetreten war.
Das Ehepaar gründeten auch den Lund Trust. Seit 2002 hat der Lund Trust mehr als 77,7 Millionen Dollar an Wohltätigkeitsorganisationen im Vereinigten Königreich und international gespendet.

## Schriften
- Lisbet Koerner: Linnaeus: Nature and Nation. Harvard University Press, Cambridge/London 2000, ISBN 0-674-09745-9 (englisch, Biografie über Carl von Linné).